# Дух рэпера Scally Milano
Дух рэпера Scally Milano в Чугунаево — элемент современной сельской легенды, связанный с предполагаемыми наблюдениями призрачного образа музыканта Scally Milano в посёлке Чугунаево, посёлок в Нижнетавдинском районе Тюменской области, Россия. Легенда возникла в середине августа 2024 года и быстро распространилась в социальных сетях и местных медиа.

## История
Согласно публикациям в местных СМИ, первые упоминания о появлении духа относятся к ночи с 12 на 13 августа 2024 года, когда группа подростков утверждала, что видела полупрозрачную фигуру в спортивном костюме и с наушниками возле заброшенной мельницы.  Видеозапись, сделанная на телефон, была выложена в соцсети «ВКонтакте» и за сутки набрала более 50 тысяч просмотров.

## Описание явления
Свидетели описывают фигуру как высокого молодого мужчину в тёмном худи, с яркими кроссовками и едва различимой цепью на шее. По их словам, издалека был слышен отрывок трека, похожего на композицию «Йупи-йо». Некоторые утверждали, что перед исчезновением фигура поднимала руку в жесте приветствия.

## Реакция общества
Местные блогеры и журналисты разделились во мнениях: часть считает явление шуткой или вирусным маркетингом, другие — проявлением «цифрового фольклора» XXI века.  Администрация села официальных комментариев не давала, однако участковый сообщил, что никаких жалоб на «паранормальную активность» в полицию не поступало.

## В культуре
История вдохновила создание интернет-мемов и нескольких треков, включая «Злой Жора» местного рэпера Toxis. Легенда также стала темой короткометражного фильма «Привидение на мельнице», снятого студентами Уфимского колледжа культуры.